# 기능의학
기능의학(Functional medicine)은 기능 의학은 질병의 근본 원인을 식별하고 해결하는 데 중점을 둔 시스템 생물학 기반 접근 방식이다. 기능의학적 관점에서 보는 각 증상 또는 감별 진단은 개인의 질병에 기여하는 많은 것 중 하나일 수 있기 때문에 이것들을 통합적으로 본다.
"개별화된 치료 계획"을 개발하기 위해 환경과 위장, 내분비 및 면역 체계 간의 상호 작용을 기반으로 질병의 "근본 원인"에 초점을 맞추고 있다.

예를 들면, 두드러기 또는 만성 피부염 환자는 대개 피부과에서 진료를 받고, 피부 상태에 따라 진단명이 달라지며 각 진단에 대한 약물 치료를 시행한다. 피부과에서 처방하는 약의 대부분은 크게 3가지 중의 하나이다. 그것은 항히스타민제, 항생제, 스테로이드이다. 이 처방은 바이러스나 세균 감염이 원인일 때는 잘 치료가 되는 편이나 그렇지 않은 피부 증상은 대개 재발하거나 잘 낫지 않는다.

또 다른 예로는, 지속적인 기침으로 내과나 이비인후과에서 약물 치료 후 계속 재발되는 증상의 경우도 마찬가지로 항히스타민제, 항생제를 사용하다가 마지막에는 스테로이드를 사용하게 되는데,

기능의학에서는 재발되는 기침 환자나 피부염 환자를 단순 감기, 피부염으로 보지 않고 그 원인을 면역력 저하와피부의 회복력이 악화된 것으로 보며, 그 원인을 주로 장에서 찾거나 잠, 음식, 스트레스 또한 기여하는 것으로 생각한다.

다시 말하면, 바이러스, 세균 감염 외의 잘 낫지 않는 질병에 대하여 질병의 근본 원인을 식별하고 해결하는데 중점을 둔 의학이 기능의학이다.